# Bystrzek
Bystrzek is een plaats in het Poolse district  Śremski, woiwodschap Groot-Polen. De plaats maakt deel uit van de gemeente Śrem en telt 60 inwoners.